# Chondi Chasma
Il Chondi Chasma è una struttura geologica della superficie di Venere.